# Ousmane Sembène
Pour les articles homonymes, voir Ousmane.
Ousmane Sembène, né le 1er janvier 1923 à Ziguinchor, Sénégal et mort le 9 juin 2007 à Dakar (Sénégal), est un écrivain, réalisateur et scénariste sénégalais, personnalité majeure de l'Afrique contemporaine, connu pour ses partis pris militants sur les questions politiques et sociales.
Il a grandi dans une famille pauvre et a dû abandonner l'école à un jeune âge. Plus tard, il a été soldat pendant la Seconde Guerre mondiale et a ensuite travaillé comme docker avant de s'engager dans la lutte pour l'indépendance du Sénégal. C'est à cette époque qu'il se prend de passion pour le cinéma et commence à réaliser des films. Ses premiers films sont des documentaires qui attirent l'attention du public sur les problèmes sociaux et politiques de l'Afrique. Plus tard, il réalise des longs-métrages de fiction, dont certains deviennent des classiques du cinéma africain.

## Biographie

### Formation et jeunesse
D'après ses pièces d'état-civil, Ousmane Sembène est né le 8 janvier 1923, mais dans un entretien paru dans Le Soleil en 1993, l'intéressé affirme que sa date de naissance réelle est le 1er  janvier car son père s'est accordé un temps de réflexion avant de le déclarer,. Son lieu de naissance est Ziguinchor, une ville de la Casamance. Ses parents sont des Lébous ayant quitté la presqu'île du Cap-Vert pour la Casamance. À partir de 8 ans, il entre à l'école Escale, l'actuel collège d'enseignement général Malick-Fall, mais il n’y reste guère, soit à cause de son indiscipline, soit en raison d'une exclusion de l’établissement. Il est alors envoyé chez son oncle maternel Abdourahmane Diop, qui ouvrit la première école en langue française à Marsassoum en 1922. Il y fréquente également l'école coranique. Vers 1936, il est envoyé préparer le certificat d'études à Dakar mais se trouve renvoyé après une altercation avec le directeur de l’école Pierre Péraldi, qui voulait leur enseigner le corse.
Pendant cette période, il exerce le métier de mécanicien et de maçon tout en s'intéressant au cinéma. Le film Les Dieux du stade de Leni Riefenstahl provoque l'un de ses premiers chocs esthétiques. Il mène également une vie studieuse et spirituelle.
Après la visite du général de Gaulle au Sénégal en février 1942[Information douteuse], il est mobilisé par l’armée française et intègre les tirailleurs sénégalais au sein du 6e régiment d'artillerie coloniale. La date précise de son incorporation reste incertaine. Il est de la classe de 1943, l'âge du service militaire étant fixé à 20 ans, et il est probable qu'il intègre l'armée le 1er février 1944, comme son ami Djibril Mbengue. Cette expérience difficile le marque profondément et nourrit ses sentiments anticolonialistes. Le personnage du tirailleur sénégalais revient d'ailleurs dans plusieurs de ses œuvres, notamment dans les films Camp de Thiaroye et Niaye, ainsi que dans sa nouvelle Vehi-Ciosane ou Blanche-Genèse.

### Militantisme et débuts littéraires
En 1946, il embarque clandestinement pour la France et débarque à Marseille, où il vit de différents petits travaux. Il est notamment docker au port de Marseille, place de la Joliette, pendant dix ans. Il adhère à la CGT et au Parti communiste français, où il développe des convictions marxistes et militantes. Il milite contre la guerre en Indochine et pour l’indépendance de l’Algérie. Il joue d'ailleurs comme figurant dans Le Rendez-vous des quais de Paul Carpita, qui témoigne de la solidarité entre les indépendantistes indochinois et les dockers de la CGT, mais il sera coupé au montage.
C'est à cette époque qu'il commence à s'intéresser à l'écriture et à la littérature. Il fréquente alors les bibliothèques de la CGT et commence à suivre des cours offerts par le PCF. En 1956, il publie son premier roman, Le Docker noir, qui relate son expérience de docker. Puis, en 1957, il publie Ô pays, mon beau peuple. En 1960, il publie un nouveau roman, Les Bouts de bois de Dieu, qui raconte l’histoire de la grève des cheminots en 1947-1948 du Dakar-Niger, la ligne de chemin de fer qui relie Dakar à Bamako. L’histoire se déroule parallèlement à Dakar, Thiès et Bamako sur fond de colonialisme et de lutte des cheminots pour accéder aux mêmes droits que les cheminots français.
En 1960, l’année de l’indépendance du Soudan français — qui devient le Mali — et du Sénégal, Ousmane Sembène rentre en Afrique. Il voyage à travers différents pays : le Mali, la Guinée, le Congo. Il commence à penser au cinéma pour atteindre les non lecteurs encore très nombreux en Afrique, et pour donner une autre image de l’Afrique, voulant montrer la réalité à travers les masques, les danses, les représentations.

### Débuts cinématographiques
D'avril à août 1962, grâce au soutien du directeur de l'Institut des Peuples d'Afrique à Moscou, Ivan Potekhine, il fait un stage au Studio Gorki à Moscou où il s'initie aux techniques du cinéma en assistant notamment Mark Donskoï pour son film de fiction Bonjour, les enfants !. Il réalise dès son retour au Sénégal son premier court-métrage Borom Sarret (Le Charretier), suivi en 1964 par Niaye qui gagnera le prix CIC du festival de court métrage de Tours et une mention spéciale au Festival international du film de Locarno. Ce second film, adapté de sa nouvelle Vehi-Ciosane ou Blanche-Genèse, raconte l'histoire d'une famille noble des Niayes (régions rurales du Sénégal) qui se voit déshonorée après que le père a commis l'inceste sur sa fille.
En 1966 sort son premier long-métrage, qui est aussi le premier long métrage « négro-africain » du continent, intitulé La Noire de… et produit par André Zwobada (prix Jean-Vigo de la même année). D'emblée, Ousmane Sembène se place sur le terrain de la critique sociale et politique avec l'histoire d’une jeune Sénégalaise qui quitte son pays et sa famille pour venir en France travailler chez un couple qui l’humiliera et la traitera en esclave, la poussant jusqu'au suicide.
Considéré comme l'un de ses chefs-d'œuvre et couronné par le prix de la critique internationale au Festival de Venise, Le Mandat (1968) est une comédie acerbe contre la nouvelle bourgeoisie sénégalaise, apparue avec l'indépendance. C'est le premier film en langue africaine (wolof).
En 1969, il est invité au premier Festival de cinéma africain de Ouagadougou (qui deviendra le Fespaco en 1972) par les fondateurs de ce festival, dont il ne fait pas partie. En revanche, à partir de l'édition de 1970, il prend un rôle très important dans le festival et participe à son envol. Jusqu'à sa mort, il participera au Fespaco, tout en refusant de participer à la compétition, pour laisser émerger d'autres cinéastes.
En 1979, son film Ceddo est interdit au Sénégal par le président Léopold Sédar Senghor, qui justifie cette censure par une « faute » d'orthographe : le terme ceddo ne s'écrirait (selon lui) qu'avec un seul « d ». Le pouvoir sénégalais avait en fait à cœur de ne pas froisser les autorités religieuses, notamment musulmanes. Sembène relate la révolte à la fin du XVIIe siècle des Ceddos, vaillants guerriers traditionnels aux convictions animistes qui refusaient de se convertir. Il attaque ainsi avec virulence les invasions conjointes du catholicisme et de l'islam en Afrique de l'Ouest et leur rôle dans le délitement des structures sociales traditionnelles avec la complicité de certains membres de l'aristocratie locale.
En 1988, malgré le prix spécial du jury reçu au Festival de Venise, son film Camp de Thiaroye ne sort pas en France. Il a acquis ainsi une réputation de film censuré. Ce long-métrage est un hommage aux tirailleurs sénégalais et surtout une dénonciation d'un épisode accablant pour l'armée coloniale française en Afrique, qui se déroula à Thiaroye en 1944. Le film sera finalement diffusé en France, mais seulement dans quelques salles, dix ans plus tard, en 1998. Produit par une coproduction interafricaine réunissant le Sénégal, la Tunisie et l'Algérie, le film ne sera pas non plus diffusé en salle en Tunisie et en Algérie.

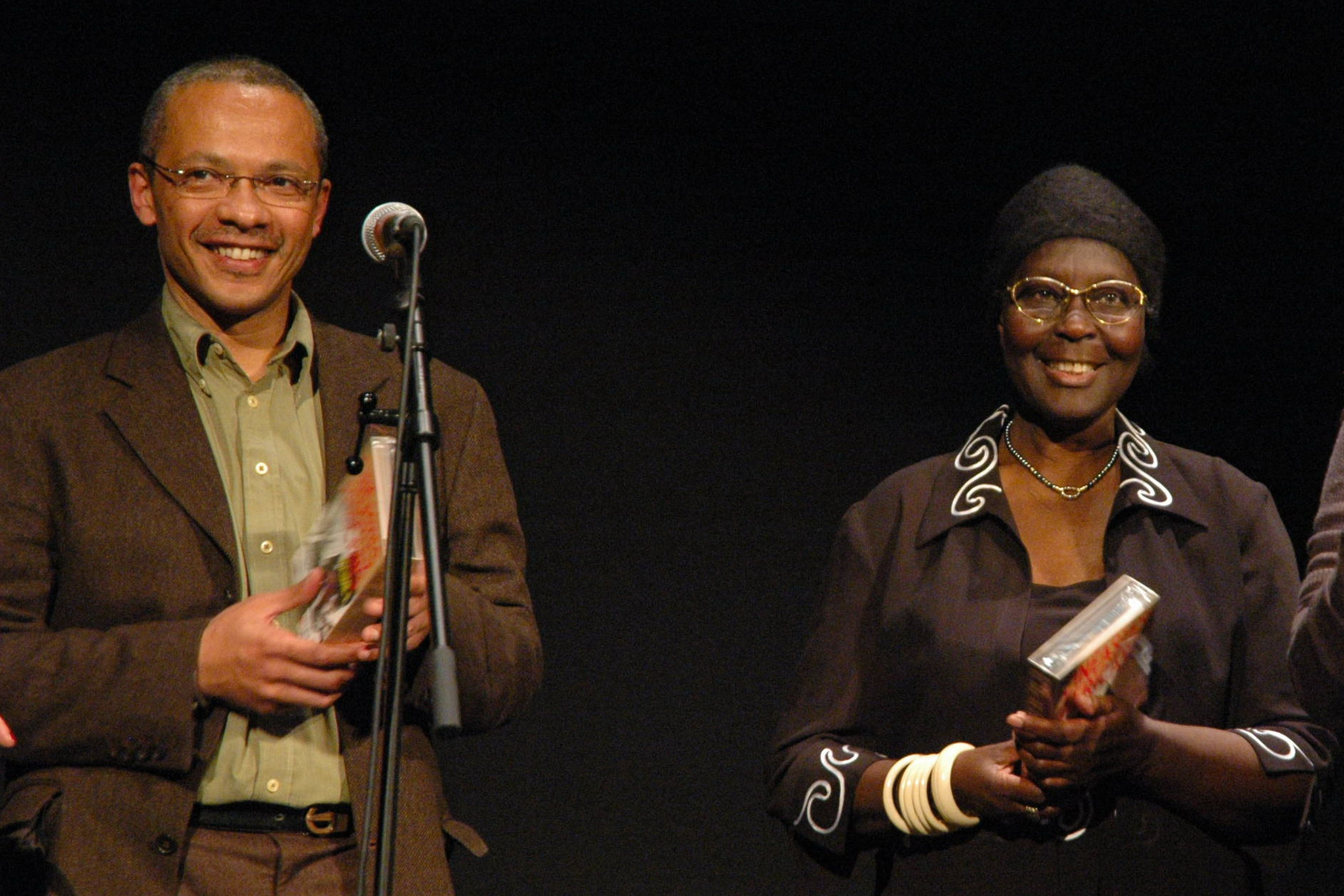
Le fils d'Ousmane Sembène et Mbissine Thérèse Diop, lors d'une soirée en hommage au réalisateur (Cinémathèque française, 2008)

### Fin de carrière

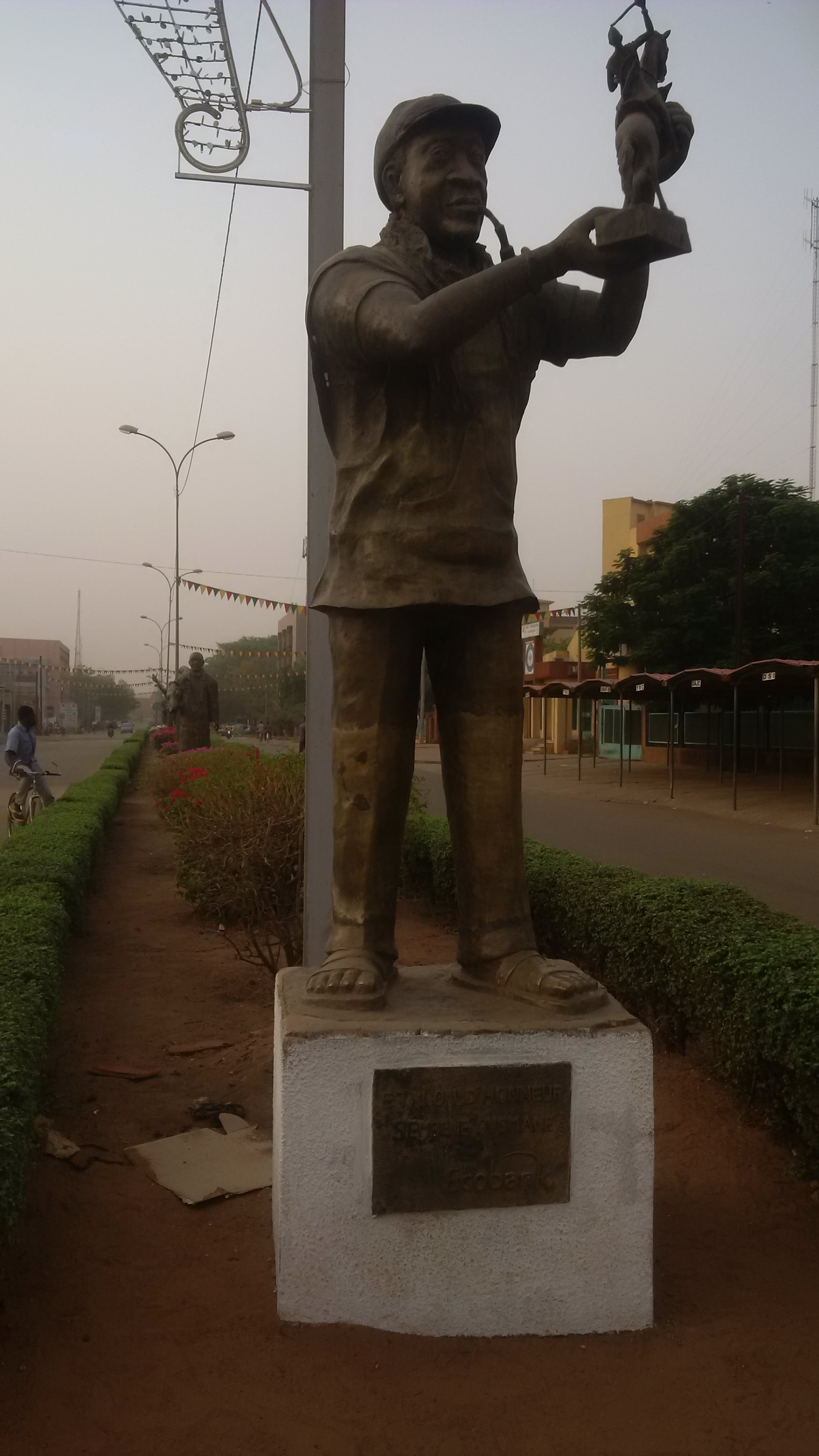
Statue d'Ousmane Sembène à Ouagadougou.

En 2000, avec Faat Kiné, il commence un triptyque sur « l’héroïsme au quotidien », dont les deux premiers volets sont consacrés à la condition de la femme africaine (le troisième, La Confrérie des Rats était en préparation). Le second, Moolaadé (2003), aborde de front le thème très sensible de l'excision. Le film relate l’histoire de quatre fillettes qui fuient l’excision et trouvent refuge auprès d’une femme, Collé Ardo (jouée par la Malienne Fatoumata Coulibaly), qui leur offre l’hospitalité (le moolaadé) malgré les pressions du village et de son mari. Sembène a récolté à cette occasion une nouvelle kyrielle de récompenses en 2004 : prix du meilleur film étranger décerné par la critique américaine, prix Un certain regard à Cannes, prix spécial du jury au festival international de Marrakech entre autres.
Sembène revendique un cinéma militant et va lui-même de village en village, parcourant l'Afrique, pour montrer ses films et transmettre son message.
Le 9 novembre 2006, quelques mois avant sa mort, il reçoit, à la résidence de l'ambassadeur de France à Dakar, les insignes d'officier dans l'ordre de la Légion d'honneur de la République française.
Malade depuis plusieurs mois, il meurt à l'âge de 84 ans à son domicile à Yoff le 9 juin 2007. Il est inhumé au cimetière musulman de cette même ville.

## Œuvre

### Romans
- 1956 : Le Docker noir (2000  (ISBN 2-7087-0293-9))
- 1957 : Ô pays, mon beau peuple
- 1960 : Les Bouts de bois de Dieu
- 1962 : Voltaïque
- 1964 : L'Harmattan
- 1965 : Le Mandat
- 1966 : Vehi-Ciosane, ou Blanche-Genèse ; suivi du Mandat, Présence africaine, rééd. 2000,  (ISBN 2-7087-0170-3)
- 1973 : Xala, Présence africaine, rééd. 1995
- 1981 : Le Dernier de l'Empire[Note 1].
- 1987 : Niiwam, suivi de Taaw, Présence africaine
- 1996 : Guelwaar, Présence africaine

### Filmographie comme réalisateur et scénariste
Courts métrages
- 1963 : Borom Sarret
- 1963 : L'Empire songhay (documentaire)
- 1964 : Niaye
- 1970 : Taaw

Longs métrages
- 1966 : La Noire de...
- 1968 : Le Mandat (Mandabi) (+acteur)
- 1971 : Emitaï (Dieu du tonnerre)
- 1974 : Xala
- 1977 : Ceddo (+ acteur)
- 1987 : Camp de Thiaroye
- 1992 : Guelwaar
- 2000 : Faat Kiné
- 2003 : Moolaadé

## Documentaires, Emissions sur Ousmane Sembène
- Ousmane Sembène, tout à la fois, 52’, 1992, réalisé par Christine Delorme, projeté à l’ouverture du 20e African Film Festival de New-York en 2011, diffusé sur TV5 Monde[31],[32].
- Le docker noir, Sembène Ousmane, 54', 2009, réalisé par Fatma Zohra Zamoum, productions Les films d'un jour, diffusé sur Cinécinéma, 2009 et au Fespaco.
- Sembene! co-réalisé par Samba Gadjigo et Jason Silverman, Galle Ceddo Projects 2015, projeté au festival de Sundance.
- France culture, série "Les films qui ont changé le monde", 2023 "La Noire de ..." d'Ousmane Sembène : épisode du podcast Les films qui ont changé le monde (radiofrance.fr)

## Distinctions
- 19e Festival de Cannes 1966 : Sélection à la 5e Semaine de la Critique pour La Noire de...
- Prix Jean-Vigo 1966 : Prix Jean-Vigo pour La Noire de...
- 1es Journées cinématographiques de Carthage 1966 : Tanit d'or pour La Noire de...
- Festival international du film de Karlovy Vary 1976 : Prix spécial du jury pour Xala
- Mostra de Venise 1988 : Prix spécial du jury et Prix Unicef pour Camp de Thiaroye
- Festival de Cannes 2004 : Prix Un certain regard et Prix du jury œcuménique pour Moolaadé
- Festival de Marrakech 2004 : Mention spéciale du Prix du jury œcuménique pour Moolaadé
- National Society of Film Critics Awards 2004 : Meilleur film en langue étrangère pour Moolaadé
- Festival panafricain du film de Los Angeles 2005 : Prix du jury pour Moolaadé
- Fespaco de Ouagadougou 2005 : Prix spécial santé pour Moolaadé
- Festival de Cinemanila 2005 : Prix de la meilleure actrice pour Fatoumata Coulibaly pour Moolaadé